# 토마스 탈리스 주제에 의한 환상곡

Tallis Fantasia 오케스트라 악보의 Curwen 판

탈리스 환상곡으로도 알려진 토마스 탈리스의 주제에 의한 환상곡은 레이프 본 윌리엄스의 현악 합주단을 위한 단악장 작품이다. 주제는 16세기 영국 작곡가 토마스 탈리스의 것이다. 1910년 Three Choirs Festival 의 일환으로 Gloucester Cathedral에서 처음 공연되었으며, 여러 나라의 지휘자와 오케스트라의 빈번한 콘서트 공연과 녹음으로 오케스트라 레퍼토리에 들어갔다.

Tallis 테마의 첫 번째 소절

본 윌리엄스의 다른 여러 작품과 마찬가지로 환상곡은 영국 르네상스 음악을 바탕으로 한다. 탈리스의 곡은 Phrygian 모드에 있으며 평평한 초, 3, 6, 7음의 간격이 특징이다.
탈리스의 주제는 캔터베리 대주교 매슈 파커의 1567년 시편을 위해 쓴 9개의 곡 중 하나였다.
그의 전기 작가 Michael Kennedy에 따르면, 본 윌리엄스는 탈리스의 주제를 존 번연의 기독교 우화인 천로역정과 연관시키게 되었다. 그는 1906년에 이 곡을 책의 무대 버전을 위해 작곡한 부수적인 음악에 사용했다. 조지프 애디슨의 찬송가 "죽음의 침대에서 일어날 때"의 설정으로 곡을 조정했다.

## 참고자료
- Day, James (1972). 《Vaughan Williams》. London: Dent. OCLC 462037518.
- Dearmer, Percy; Ralph Vaughan Williams (1906). 〈Hymn 92 – When Rising from the Bed of Death〉. 《The English Hymnal》. Oxford: Oxford University Press. OCLC 10855613.
- Frogley, Alain; Aidan J. Thomson (2013). 《The Cambridge Companion to Vaughan Williams》. Cambridge: Cambridge University Press. ISBN 978-1-139-04324-3.
- Culshaw, John (1981). 《Putting the Record Straight》. London: Secker and Warburg. ISBN 978-0-436-11802-9.
- Douglas, Roy (1988). 《Working with Vaughan Williams》. London: The British Library. ISBN 978-0-7123-0148-0.
- Howes, Frank (1954). 《The Music of Ralph Vaughan Williams》. Oxford: Oxford University Press. OCLC 459433504.
- Hurd, Michael (1978). 《The Ordeal of Ivor Gurney》. Oxford: Oxford University Press. ISBN 978-0-19-211752-6.
- Mellers, Wilfrid (1989). 《The Double Man: Vaughan Williams and the Vision of Albion》. London: Barrie & Jenkins. ISBN 978-0-7126-2117-5.
- Ross, Ryan (2016). 《Ralph Vaughan Williams: A Research and Information Guide》. New York and London: Routledge. ISBN 978-1-138-79271-5.
- Vaughan Williams, Ralph (1921). 《Fantasia on a theme by Thomas Tallis》. London and New York: Boosey & Hawkes. OCLC 663881436.
- Vaughan Williams, Ursula (1964). 《RVW: A Biography of Ralph Vaughan Williams》. Oxford: Oxford University Press. ISBN 978-0-19-315411-7.